# دریاچه گینتونگ

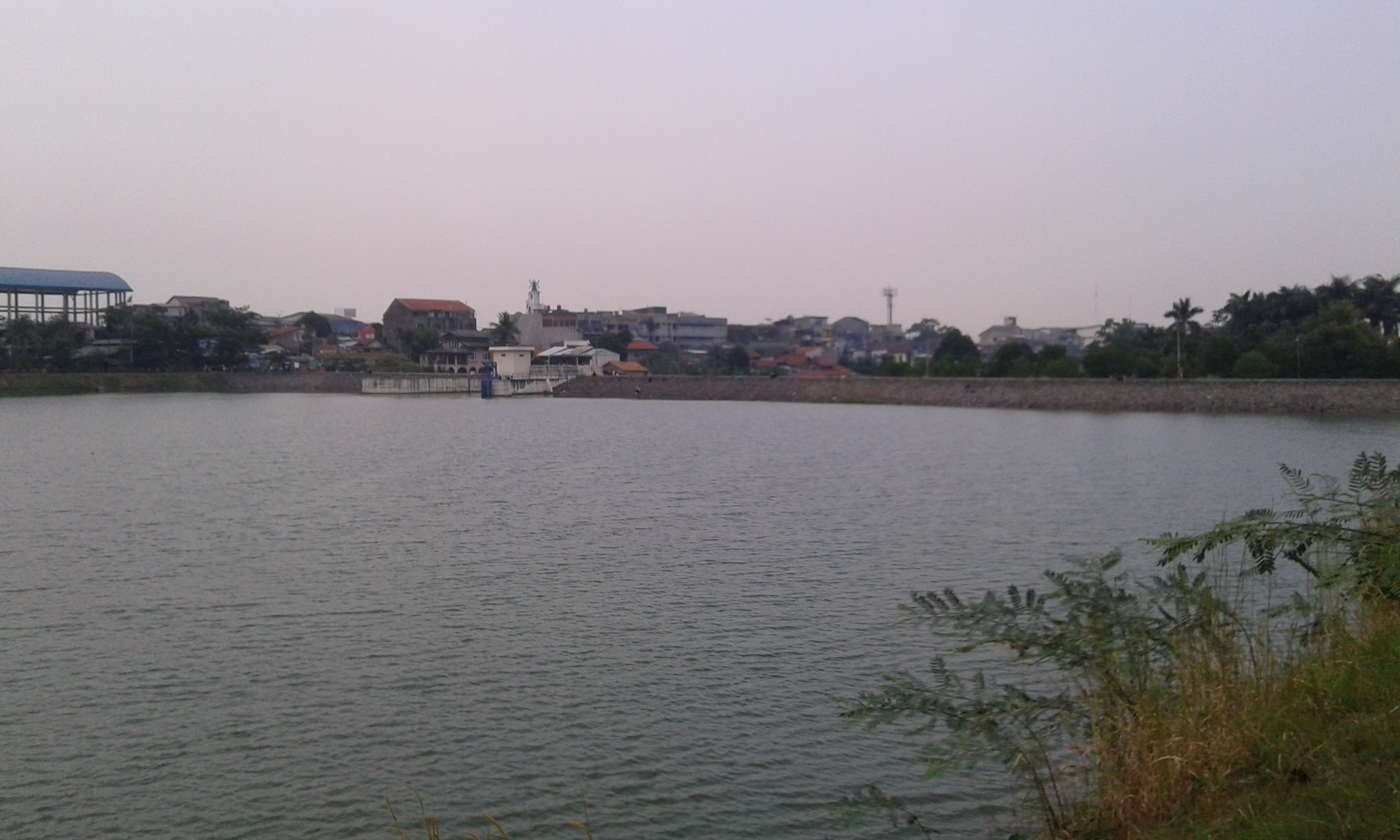
دریاچه گینتونگ در سال ۲۰۱۴

دریاچهٔ گینتونگ یک دریاچهٔ مصنوعی در شهر تانگرنگ اندونزی بود. این دریاچه توسط یک سد که ۱۶ متر بلندی داشت و در سال ۱۹۳۳ ساخته شد. سد در تاریخ ۲۷ مارس ۲۰۰۹ خراب شد و در نتیجه سیلی آمد که حداقل ۱۰۰ نفر در آن سیل غرق شدند.